# Llanetillo
Llanetillo är en ort i Mexiko.   Den ligger i kommunen Chignahuapan och delstaten Puebla, i den sydöstra delen av landet, 120 km öster om huvudstaden Mexico City. Llanetillo ligger 2 375 meter över havet och antalet invånare är 275.
Terrängen runt Llanetillo är kuperad. Runt Llanetillo är det ganska tätbefolkat, med 54 invånare per kvadratkilometer. Närmaste större samhälle är Chignahuapan, 7,8 km norr om Llanetillo. I omgivningarna runt Llanetillo växer i huvudsak blandskog.